# Whistle
"Whistle" é um single do cantor e rapper norte-americano Flo Rida, de seu quarto álbum de estúdio, Wild Ones (2012). Foi lançado em 24 de abril de 2012, como terceiro single do álbum. "Whistle" foi escrito por Flo Rida, David Glass Marcus Killian, Justin Franks, Breyan Isaac e Antonio Mobley, enquanto a produção foi feita por DJ Frank E, e Glass. A música, que recebeu alegações por conter letras sexualmente sugestivas e associadas à felação, foi posteriormente desmentida por Flo Rida em uma entrevista, afirmando que teve a ideia de escrever a música após ouvir uma mulher assobiando. Na época, Flo Rida também descreveu "Whistle" como a gravação mais importante que fez.
Em 2023, uma montagem do ator Josh Hutcherson ressurgiu como meme no TikTok depois que usuários voltaram a compartilhar um vídeo de 2014 que utilizava fotos do ator com um cover da música feito na época por Joel Merry.

## Lista de faixas

### Download digital
1. "Whistle" – 3:45[5]

### CD single
1. "Whistle" – 3:48
2. "Wild Ones" (Alex Guesta Remix) – 6:59

### Paradas
| Paradas (2012)                               | Posição de pico |
| -------------------------------------------- | --------------- |
| Austrália (ARIA)                             | 1               |
| Áustria (Ö3 Austria Top 75)                  | 2               |
| Bélgica (Ultratop 50 de Flandres)            | 2               |
| Bélgica (Ultratop 50 da Valônia)             | 8               |
| Alemanha (Offizielle Deutsche Charts)        | 2               |
| Brasil - Billboard Brasil Hot 100            | 31              |
| Brasil - Billboard Brasil Hot Pop            | 8               |
| Canadá (Canadian Hot 100)                    | 1               |
| República Checa (Rádio Top 100)              | 1               |
| Dinamarca (Hitlisten)                        | 3               |
| Finlândia (Suomen virallinen lista)          | 3               |
| França (SNEP)                                | 2               |
| Hungria (Dance Top 40)                       | 4               |
| Hungria (Rádiós Top 40)                      | 1               |
| Irlanda (IRMA)                               | 1               |
| Israel (Media Forest)                        | 1               |
| Itália (FIMI)                                | 6               |
| Países Baixos (Dutch Top 40)                 | 3               |
| Nova Zelândia (Recorded Music NZ)            | 1               |
| Noruega (VG-lista)                           | 1               |
| Polónia (Polish Airplay Top 100)             | 1               |
| Escócia (Scottish Singles Chart)             | 1               |
| Eslováquia (Rádio Top 100)                   | 1               |
| Espanha (PROMUSICAE)                         | 19              |
| Suécia (Sverigetopplistan)                   | 1               |
| Suíça (Schweizer Hitparade)                  | 1               |
| Reino Unido (UK Singles Chart)               | 2               |
| Reino Unido (OCC UK R&B)                     | 1               |
| Estados Unidos (Billboard Hot 100)           | 1               |
| Estados Unidos (Billboard Mainstream Top 40) | 9               |
| Estados Unidos (Billboard Hot Rap Songs)     | 13              |
| Estados Unidos (Billboard Dance Club Songs)  | 43              |

## Histórico de lançamento
| País           | Data                | Formato          | Gravadora                               |
| -------------- | ------------------- | ---------------- | --------------------------------------- |
| Estados Unidos | 24 de abril de 2012 | Download digital | Poe Boy Entertainment, Atlantic Records |
| Reino Unido    | 17 de junho de 2012 | Download digital | Poe Boy Entertainment, Atlantic Records |

## Pessoal
- Flo Rida – compositor
- David Glass – compositor, produtor, gravação
- DJ Frank E – compositor, produtor
- Marcus Killian – compositor
- Breyan Isaac – compositor
- Antonio Mobley – compositor
- JP "The Specialist" Negrete – gravação
- Manny Marroquin – mixagem
- Chris Galland – assistência de mixagem
- Delbert Bowers – assistência de mixagem
- Chris Gehringer – masterização